# Émile Muller (1823-1889)
Pour les articles homonymes, voir Émile Muller (homonymie) et Müller.
Émile Muller, né Charles Eugène Émile Muller à Altkirch (Haut-Rhin) le 21 septembre 1823 et mort à Nice (Alpes-Maritimes) le 11 novembre 1889, est un céramiste, architecte et sculpteur français.

## Biographie

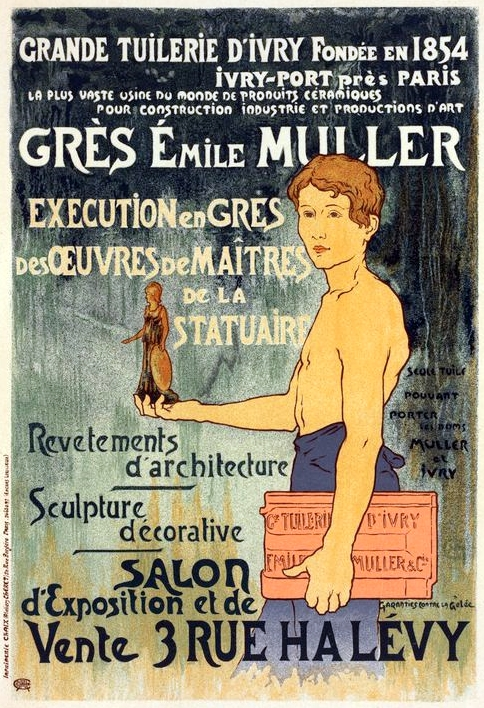
Affiche d'Alexandre Charpentier autour des productions de la manufacture Émile Muller et Compagnie (1897).

Émile Muller est diplômé de l'École centrale Paris (promotion 1844).
Il crée en 1854 l'entreprise de la Grande Tuilerie à Ivry-sur-Seine, spécialisée dans les produits céramiques pour la construction et l'industrie, ainsi que la céramique d'art.
Outre sa production décorative personnelle en grès, il édite dans ce même matériau les œuvres d'artistes comme Jean-Désiré Ringel d'Illzach, Alexandre Charpentier, Jules Dalou, Alexandre Falguière, Camille Claudel, Hector Guimard, Henry Nocq ou Jeanne Itasse-Broquet.

## Postérité
Son fils, Louis Muller, lui succède à sa mort en 1889 en reprenant la société sous le nom d'Émile Muller et Compagnie. Il participe aux expositions universelles et obtient un grand prix et trois médailles d’or à celle de Bruxelles en 1897.
En 1903, il a cosigné (Émile Muller, nom de l'entreprise), avec l'architecte Charles Klein, l'immeuble Les Chardons au coin du 2, rue Eugène-Manuel à Paris.

## Conservation (musées)
Les œuvres éditées par la société Émile Muller et Compagnie sont conservées au musée d'Orsay à Paris, au musée départemental de l'Oise à Beauvais et au musée de l'École de Nancy.

## Publications
- Émile Muller et Émile Cacheux, Les Habitations ouvrières en tous pays, situation en 1878, avenir, Paris, J. Baudry, Libraire - Editeur, 1879, 668 p, 38 cm (présentation en ligne).